# Maciej Michalski (historyk)
Maciej Karol Michalski (ur. 1968) – polski historyk, doktor habilitowany nauk humanistycznych. Specjalizuje się w historii średniowiecza oraz historii XIX wieku. Profesor uczelniany na Wydziale Historii Uniwersytetu im. Adama Mickiewicza w Poznaniu, gdzie pracuje w Pracowni Historii Kultury. Od roku 2016 kierownik tej Pracowni. Od 1 stycznia 2020 jest prodziekanem ds. parametryzacji i współpracy z otoczeniem Wydziału Historii UAM.

## Życiorys
Absolwent historii w Instytucie Historii Uniwersytetu im. Adama Mickiewicza w Poznaniu w 1993 roku. Od 1989 do 1997 pracował w Pracowni Graficznej Instytutu Historii. Stopień doktorski uzyskał w 2001 na podstawie pracy pt. „Vita perfecta”. Wzorce świętości w żywotach trzynastowiecznych księżnych polskich (promotorem był dr hab. Bohdan Lapis). Habilitował się w 2014 na podstawie oceny dorobku naukowego i rozprawy pt. Dawni Słowianie w tradycji polskiej pierwszej połowy XIX wieku. W poszukiwaniu tożsamości wspólnotowej.
Od 2016 roku jest kierownikiem Zakładu Historii Kultury Instytutu Historii UAM, obecnie Pracownia Historii Kultury Wydziału Historii UAM. W latach 2013–2015 uczestniczył w projekcie „Gender w podręcznikach”, a od września 2018 roku w projekcie „Gdy nauka jest kobietą”. Od listopada 2015 roku członek Komitetu Organizacyjnego XXXIII Międzynarodowego Kongresu Nauk Historycznych, Poznań 2020/2021 oraz Sekretarz Generalny Wydziału Wykonawczego tego Komitetu. Od 1 stycznia 2020 prodziekan Wydziału Historii, wskazany ponownie we wrześniu 2020 roku na kadencję 2020-2023. Od października 2019 roku członek powołanej przez prof. Andrzeja Lesickiego, ówczesnego rektora UAM, komisji ds. badania przypadków prześladowania osób pochodzenia żydowskiego w Uniwersytecie Poznańskim w okresie przed II wojną światową.

## Zainteresowania badawcze
Interesuje się historią średniowiecza, ze szczególnym uwzględnieniem historii kościoła oraz kultu świętych, mediewalizmem w kulturze polskiej, głównie w okresie budowania nowoczesnej tożsamości narodowej w XIX wieku oraz analizą wykorzystywania historii wieków średnich podczas powojennego procesu zasiedlania „Ziem Odzyskanych”. Interesuje się także historią lokalną, szczególnie Wielkopolski oraz dziejami Uniwersytetu w Poznaniu ze szczególnym uwzględnieniem okresu międzywojennego.

## Publikacje
Kobiety i świętość w żywotach trzynastowiecznych księżnych polskich, Wydawnictwo Poznańskie, Poznań 2004, ss. 356, ISBN 83-7177-369-2
Dawni Słowianie w tradycji polskiej pierwszej połowy XIX wieku. W poszukiwaniu tożsamości wspólnotowej, Wydawnictwo Poznańskie, Poznań 2013, ss. 290, ISBN 978-83-7177-846-9
Oblicza mediewalizmu, [współredakcja wraz z Andrzejem Dąbrówką] Wydawnictwo Poznańskiego Towarzystwa Przyjaciół Nauk, Poznań 2013, ss. 245, ISBN 978-83-7654-237-9
Historia – raport przedmiotowy, [wraz z Edytą Głowacką-Sobiech, Anitą Napierałą i Izabelą Skórzyńską], [w:] Gender w podręcznikach. Projekt badawczy. Raport, t. 3: Raporty przedmiotowe i rekomendacje, redakcja Iwona Chmura-Rutkowska, Marta Mazurek, Maciej Duda, Aleksandra Sołtysiak-Łuczak, Fundacja Feminoteka, Warszawa 2016, s. 7-40, ISBN 978-83-62206-25-4
„Ziemie Odzyskane”. W poszukiwaniu nowych narracji, [współredakcja wraz z Emilią Kledzik i Małgorzatą Praczyk]  Wydawnictwo Instytutu Historii UAM, Poznań 2018, ss. 522, ISBN 978-83-65663-85-6
Miejsce uniwersytetu. Infrastruktura uniwersytecka w przestrzeni miejskiej Poznania i okolic (1919-2019), Wydawnictwo Naukowe UAM, Poznań 2019
Collegium Maius w Poznaniu, [wraz z Zenonem Pałatem] Wydawnictwo Miejskie Posnania, Wydawnictwo Poznańskiego Towarzystwa Przyjaciół Nauk, Poznań 2020, ss. 224 ISBN 978-83-7768-248-7; ISBN 978-83-7654-445-8